# Claire Voisin

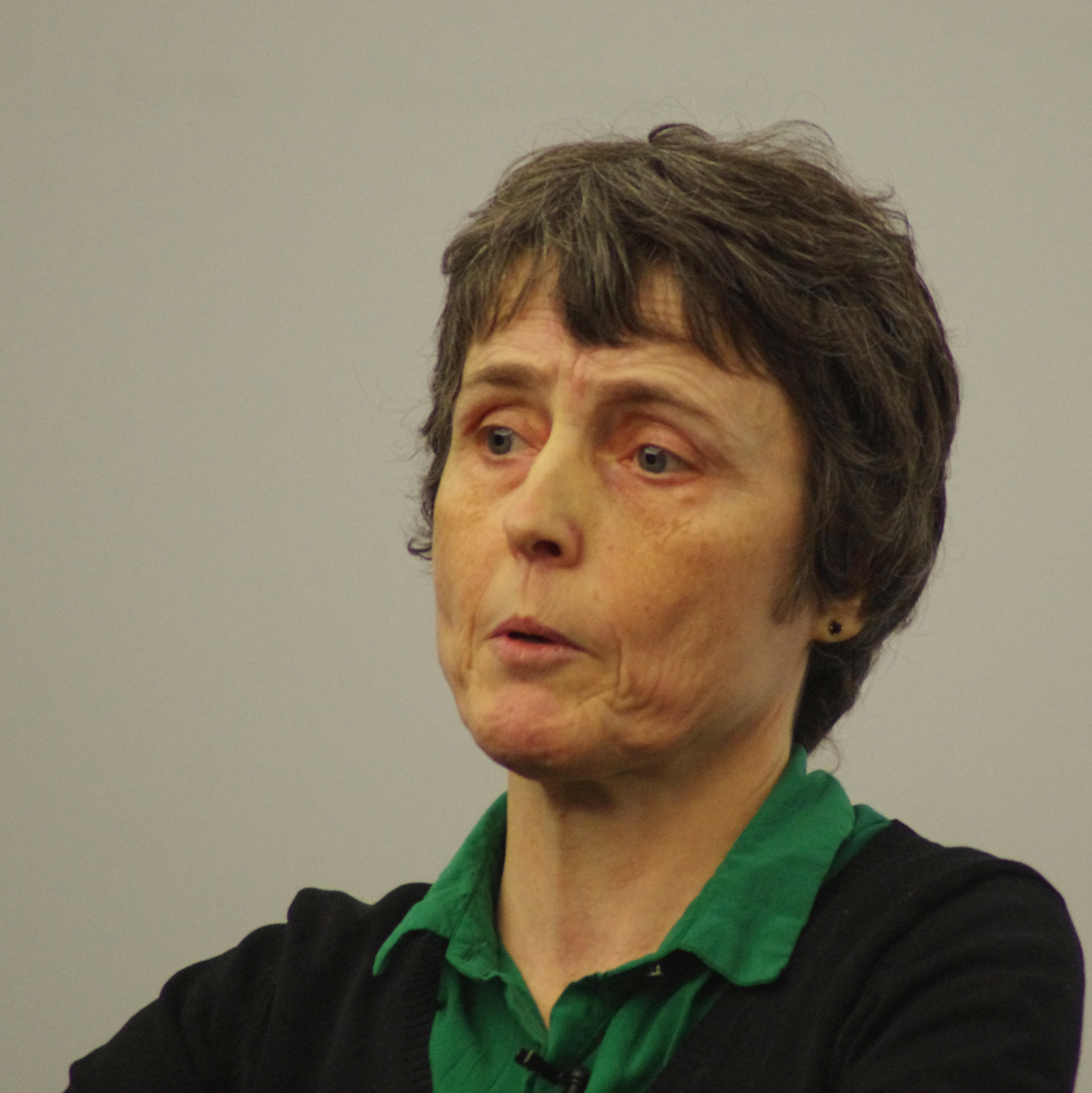
Voisin aan de Queen Mary University of London in 2014

Claire Voisin (Saint-Leu-la-Forêt, 4 maart 1962) is een Franse wiskundige met als onderzoeksgebied de algebraïsche meetkunde. Ze is lid van de Franse Academie van Wetenschappen en bekleedt de leerstoel Algebraïsche Meetkunde aan het Collège de France.

## Werk en prijzen
Ze staat bekend om haar werk op het gebied van variaties van Hodge-structuren en spiegelsymmetrie. In 2002 bewees Voisin dat de generalisatie van het vermoeden van Hodge voor compacte Kähler-variëteiten onjuist is. Het vermoeden van Hodge is een van de zeven Clay Mathematics Institute Millennium 'Prize Problems' die in 2000 werden gepresenteerd, elk met een prijs van een miljoen dollar.
Voisin kreeg verschillende prijzen: de European Mathematical Society Prize in 1992, de Servant Prize, uitgereikt door de Academie van Wetenschappen in 1996, en de Sophie Germain-prijs in 2003. In 2008 ontving ze de Clay Research Award voor haar weerlegging van het Kodaira- vermoeden over vervormingen van compacte Kähler- variëteiten. Een jaar eerder ontving ze al de Ruth Lyttle Satter Prize in Mathematics voor haar werk aan het Kodaira-vermoeden en voor haar oplossing van het generieke geval van het vermoeden van Green over de syzygieën van de canonieke inbedding van een algebraïsche curve. Dit specifieke deel  van het vermoeden van Green had al meer dan twee decennia veel aandacht gekregen van algebraïsche meetkundigen voordat het werd opgelost door Voisin (het volledige vermoeden voor willekeurige krommen is nog gedeeltelijk open). In september 2016 ontving ze de gouden medaille van het Franse Nationale Centrum voor Wetenschappelijk Onderzoek (CNRS). Deze laatste is de hoogste onderscheiding voor wetenschappelijk onderzoek in Frankrijk.  In 2017 ontving ze samen met János Kollár de Shaw Prize in Mathematical Sciences.
Ze werd uitgenodigd als spreker voor het International Congress of Mathematicians 1994 in Zürich, in de sectie 'Algebraic Geometry' en voor het International Congress of Mathematicians in 2010 in Hyderabad. Van 2017 tot 2019 was ze lid van de Wiskundige Wetenschappen-jury van de Infosys-prijs.
Voisin is lid van verscheidene wetenschappelijke instituten. In 2009 werd ze lid van de Duitse Academie van Wetenschappen Leopoldina. In 2014 werd ze verkozen tot lid van de Academia Europaea. In 2016 werd ze verkozen tot buitenlandse medewerker van de National Academy of Sciences. Eveneens in 2016 werd ze als eerste vrouwelijke wiskundige lid van het Collège de France; ze is de eerste houder van de leerstoel Algebraïsche meetkunde. Dat jaar won ze ook de Gouden Medaille van het Franse CNRS. Ze was twee keer  MSRI Clay Senior Scholar: in 2008-2009 en in het voorjaar 2019. In 2021 werd ze verkozen tot Fellow van de Royal Society.

## Privéleven
Ze is getrouwd met de toegepaste wiskundige Jean-Michel Coron. het echtpaar heeft vijf kinderen.

## Geselecteerde publicaties
- Hodge Theorie and complex algebraic geometry. 2 vols., Cambridge University Press (Cambridge Studies in Advanced Mathematics), 2002, 2003, vol. 1,ISBN 0-521-71801-5.[15]
- Mirror Symmetry. AMS 1999,ISBN 0-8218-1947-X .
- Variations of Hodge Structure on Calabi Yau Threefolds. Edizioni Scuola Normale Superiore, 2007.
- met Mark Green, J. Murre (eds. ) Algebraic Cycles and Hodge Theory, Lecture Notes in Mathematics 1594, Springer Verlag 1994 (CIME Lectures), containing article by Voisin: Transcendental methods in the study of algebraic cycles.